# Impuzamugambi
De Impuzamugambi was een Hutu-militie in Rwanda die in 1992 werd opgericht. Samen met de Interahamwe-militie, die eerder was opgericht en meer leden had, was de Impuzamugambi verantwoordelijk voor veel van de doden onder de Tutsi's en gematigde Hutu's tijdens de genocide van 1994 tegen de Tutsi's van 1994.